# Nappy Roots
Pour les articles homonymes, voir Nappy.
Nappy Roots est un groupe de hip-hop américain, originaire du Kentucky. Ils sont notamment connus pour leur single Awnaw, avec Jazz Pha en featuring, en 2002.

## Biographie
Nappy Roots est formé en 1995 par sept étudiants de l'Université du Western Kentucky à Bowling Green. Quatre membres du groupe, Skinny DeVille, B. Stille, Ron Clutch, et Big V, sont originaires du Kentucky, R. Prophet est originaire d'Oakland et Fish Scales, de Milledgeville, en Géorgie. Tous débutent dans un studio local de shop-cum-studio nommé ET's Music, et publient leur première chanson, Country Fried Cess, en 1998. Le groupe est finalement remarqué par les labels majors et signé au label Atlantic Records. Ils publient alors leur premier album studio, Watermelon, Chicken and Gritz, le 26 février 2002. L'album atteint la 24e place du Billboard 200. Il est suivi un an plus tard, le 26 août 2003, de leur deuxième album, Wooden Leather, qui fait mieux que son prédécesseur atteignant la 12e place du Billboard 200.
Après plusieurs retards, le groupe publie son album tant attendu, The Humdinger le 5 août 2008 ; il s'agit du premier album à ne pas faire participer R. Prophet, qui quittera le groupe pour se consacrer à sa carrière solo. Leur second album en tant que quintette, The Pursuit of Nappyness, est publié deux ans plus tard, le 15 juin 2010 qui atteint les classements musicaux. Le 4 mai 2015, le groupe publie l'album The 40 Akerz Project à Roots Entertainment Group, leur label indépendant, et produit par SMKA.

## Discographie

### Albums studio
- 2002 : Watermelon, Chicken and Gritz
- 2003 : Wooden Leather
- 2008 : The Humdinger
- 2010 : The Pursuit of Nappyness
- 2011 : Nappy Dot Org
- 2015 : The 40 Akerz Project

### Singles
| Année | Titre                                     | Meilleure position | Meilleure position     | Meilleure position | Album                       |
| Année | Titre                                     | Billboard Hot 100  | Top R&B/Hip-Hop Albums | Hot Rap Songs      | Album                       |
| ----- | ----------------------------------------- | ------------------ | ---------------------- | ------------------ | --------------------------- |
| 2002  | Awnaw (featuring Jazze Pha)               | 51                 | 18                     | -                  | Watermelon, Chicken & Gritz |
| 2002  | Po' Folks (featuring Anthony Hamilton)    | 21                 | 13                     | 10                 | Watermelon, Chicken & Gritz |
| 2002  | Headz Up                                  | -                  | 88                     | -                  | Watermelon, Chicken & Gritz |
| 2003  | Roun' the Globe                           | 96                 | 53                     | 25                 | Wooden Leather              |
| 2003  | Sick & Tired (featuring Anthony Hamilton) | -                  | -                      | -                  | Wooden Leather              |
| 2008  | Good Day                                  | -                  | 54                     | -                  | The Humdinger               |
| 2008  | Down & Out (featuring Anthony Hamilton)   | -                  | -                      | -                  | The Humdinger               |